# La cuccagna (romanzo)
La cuccagna (titolo originale  La curée) è un romanzo dello scrittore francese Émile Zola, secondo dei venti romanzi che compongono il ciclo I Rougon-Macquart, pubblicato nel 1871.
La prima versione italiana, tradotta da C. Dassato, fu pubblicata nel 1880 da Simonetti con il titolo La caccia ai milioni.
L'anno successivo uscì la traduzione di L. Rocco con il titolo La cuccagna per i F.lli Treves. Nel 1931 uscì l'Edizione Bietti, con titolo "Orgie dorate".
In francese curée è una parola propria della caccia ed indica lo sventramento della selvaggina che veniva dato in pasto ai cani, tradotto in italiano come "carneficina".

## Trama
La vicenda si svolge nella Parigi imperiale dove arriva dopo il 2 dicembre, con l'aiuto del fratello Eugène che ha partecipato al colpo di Stato di Napoleone III, Aristide Rougon pieno di ricchezza e piaceri. Aristide, con l'aiuto della sorella Sidonie, riesce a fare una rapida carriera negli affari sposando in seconde nozze la figlia del ricco Béraud Du Châtel, Renée. Approfittando del clima del momento e della ricostruzione che si sta facendo del centro della città, fa molte speculazioni aumentando così il suo capitale. Mentre Aristide è preso dai suoi poco puliti affari e da altri amori, arriva a casa, uscito dal collegio, il figlio di primo letto Maxime che, allevato da Renée, ne diventa l'amante dopo una decina d'anni. Aristide scoprirà la relazione, ma l'accetterà in silenzio in cambio del contratto di vendita di alcuni terreni (dono di nozze a Renée della zia) nella periferia di Parigi sui quali stava operando una speculazione, contratto firmato dalla stessa Renée. Ormai completamente corrotta e sul limite della follia, la giovane protagonista morirà di meningite e sarà il padre che ne pagherà i cospicui debiti presso il suo couturier Worms.

## Edizioni italiane
- trad. di L. Rocco, Fratelli Treves, Milano 1881
- trad. di G. Lubrano, G. Monte, Napoli 1907; G. De Angelis, Catania 1907
- trad. di A. Radames Ferrarin, A. Barion, Milano 1929
- Orgie dorate, Bietti, Milano 1931
- trad. di Giovanna Bargioni, introduzione di Edda Meloni, Sansoni, Firenze 1966
- La preda, trad. e cura di Federica Fioroni, Edizioni Clichy, Firenze 2018

## Adattamenti
- La calda preda (La Curée), film di Roger Vadim del 1966 con Jane Fonda, Michel Piccoli, Tina Aumont[3]